# Тракция
Тракция или Тракцията е цигански квартал, разположен в непосредствена близост до бившето ЛВЗ-Русе, до несъществуващия вече Захарен завод, и до ЦПЗ-Русе, на път към Дунав мост и Митница-Русе.
На територията на квартала, под моста, където вървят колите и градския транспорт, преминава жп линия, по която вървят само товарни композиции. В квартала има няколко магазинчета. До „Тракцията“ ходят следните линии на градския транспорт: автобуси 4,11 и 28 (като 4 минава само в сутрешните часове на деня), и тролеи 27 и 29, свързващи го с крайните квартали на града: „Дружба“-3 и „Чародейка-юг“. Автобус 28, който иначе е аналог на тролей 27, също ходи до „Дружба“-3 и до Захарния завод, но след Захарния заминава и надолу към Митницата и Дунав мост, както и автобус 11. Автобус 11 ходи до Централна гара (Охлюва) и до ж.к. „Дружба“-1, с крайна спирка ул. „Мальовица“.